# Хремонідова війна
Хремонідова війна (грец. Χρεμωνίδειος πόλεμος) — війна 267—261 до н. е. років Македонії проти Афін і Спарти, підтриманих Птолемеївським Єгиптом.

## Передісторія війни
Здобувши перемогу над Пірром і остаточно затвердивши свою владу в Македонії, Антигон II Гонат розпочав зміцнювати панування Македонії над Грецією. У низці міст він залишив свої гарнізони, в інших привів до влади прихильні йому тиранічні режими. Особливо енергійні заходи Антигон здійснив для посилення своєї влади в  Афінах, зайнявши найважливіші фортеці Аттики, в тому числі Пірей, своїми гарнізонами. Постійне втручання македонян у внутрішні справи Афін викликало бажання афінян звільнитися від їхньої влади.
Іншим противником Македонії була Спарта, яка, хоч і витримала удар Пірра за допомогою македонян, але розуміла, що влада діяльного Антигона нічим не краща за владу Пірра. Крім того, спартанський цар Арей I не полишав надій повернути Спарті її велич у Греції.
Зростаюча могутність Македонії, флот якої вже панував в Егейському морі, почала турбувати єгипетських Птолемеїв, котрі підтримали антимакедонські настрої в Греції.
Таким чином, проти Македонії склався спільний фронт з афінян, ряду пелопоннеських міст (Спарта, Еліда, Тегея, Мантінея, Орхомен, Фігалія, Кафії, ахейські міста) та "багатьох критян", яких підбурював володар Єгипта. При цьому на Пелопоннесі сторону Македонії тримали дружні їй тирани Мегалополя і Аргоса, а також зайнятий македонським гарнізоном Коринф.

## Основні події війни

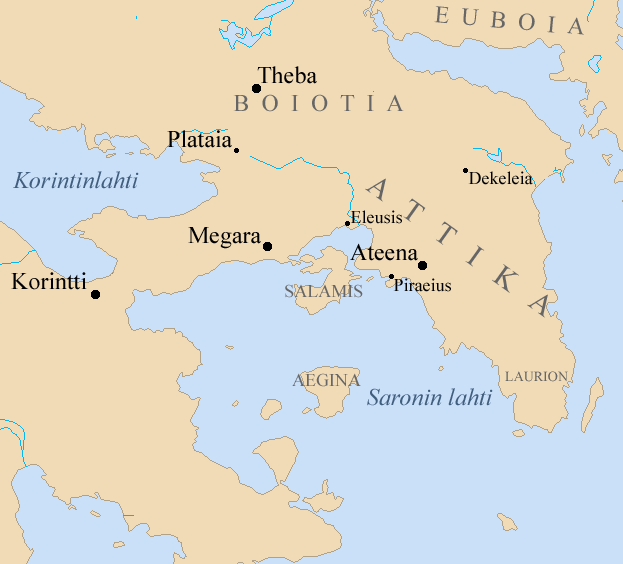
Мапа головного району бойових дій. Позначені Афіни, Пірей, Мегара, Коринф, Саронічна затока (у неї дещо південно-західніше від острова Егіна видається півострів Метана, на якому єгиптяни розмістили один зі своїх гарнізонів). Біля пвденного завершення Аттики (позначене як "Laurion") видно невеличкий "острів Патрокла"

### Облога Афін
Головні бойові дії розгорнулися в Аттиці, куди Антигон виступив з військом і флотом. Почалась багаторічна блокада/облога Афін, котра полегшувалась тим, що Пірей знаходився в руках македонського гарнізона. 
В той же час, на допомогу Афінам прибув єгипетський флотоводець Патрокл, котрий облаштував цілий ряд опорних пунктів на узбережжі Аттики – у Геліополісі на схилі гори Іметт та біля святилища Аполлона Зостера у Вуліагмені (обидва на західному березі області південніше від Афін); на невеличкому «острові Патрокла» біля південного узбережжя Аттики, який допомагав контролювати вхід до Саронічної затоки навколо мису Суній (в укріпленні на самому мису стояв македонський гарнізон); у Короні на східному узбержжі Аттики (тут розкопками виявлено монети Птолемея ІІ та сліди короткочасного перебування військ); на північно-східному березі області у Рамносі, де ще з 5 століття до н.е. знаходився форт, котрий контролював рух між Аттикою та Евбеєю (тут виявлено напис на честь гіпарха Епіхара, котрий забезпечив розміщення військ Патрокла). Втім, єгиптяни не висадили в Аттиці великої сухопутної армії, більше розраховуючи на використання сил пелопоннеських союзників. 
Зі свого боку, македонці залучили до дій піратів, завданням яких, зокрема, було зривати збір врожаю у сільських районах Аттики. Про це засвідчує напис на честь згаданого вище стратега Епіхара, котрий діяв в районі Рамносу.

### Бойові дії на Пелопоннесі

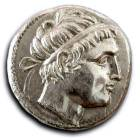
Зображення спартанського царя Арея I на монеті

Спартанці бажали надати допомогу союзним афінянам, до того ж закликав і Патрокл, котрий обіцяв підтримати їх активними діями та атакувати македонян з тилу. Проте шлях по суходолу через Істм перекривав македонський гарнізон у Коринфі, котрий звів на перешийку укріплення та очікував на ворога. Як зазначає Павсаній, командуючий силами пелопоннесців спартанський цар Арей не бажав докладати надмірних зусиль, вважаючи необхідним берегти воїнів для захисту власних інтересів, а не жертвувати ними заради чужих. Тому він під приводом нестачі продовольства (ймовірно, похід відбувався вже після збору коринфцями врожаю) відвів свою армію назад.
Наші знання про бойові дії на Пелопоннесі вкрай мізерні. Втім, вважають, що надалі пелопоннесціями було здійснено ще дві спроби пройти повз Коринф на допомогу Афінам. Одну з них могли зробити, коли в Мегарах проти Антигона повстав загін його галатських найманців (ймовірно, 266 р. до н.е.). Слідом за цим македонський цар виступив проти них з головним військом і перебив усіх. За твердженням Юстина, цього було достатньо, щоб спартанці та єгиптяни ухилились від зустрічі із військом Антигона II та відступили у безпечні місця.
Нарешті, у 265/264 р. до н.е. спартанці знову атакували Коринф. У великій битві під цим містом, в якій загинули спартанський цар Арей I і син Антигона Алкіон, македоняни здобули перемогу та втримали прохід через перешийок за собою. Союз Пелопоннеських міст негайно розпався, залишивши спартанців на самоті. 
Спарта, в якій полеглому Арею успадкував Акротат, була не в змозі зробити що-небудь проти Коринфа і обернулася проти пелопоннеських союзників Антигона. У 263 або 262 році до н. е. Акротат напав на Мегалополь, але був вщент розбитий мегалопольським полководцем Арістодемом і загинув у битві (за іншою версією, це сталось у 260 або 258 р. до н.е., тобто вже під час Другої Сирійської війни, де Антион Гонат виступав союзником сирійських Селевкидів у боротьбі із Птолемеями).

### Дії єгиптян у Єгеїді

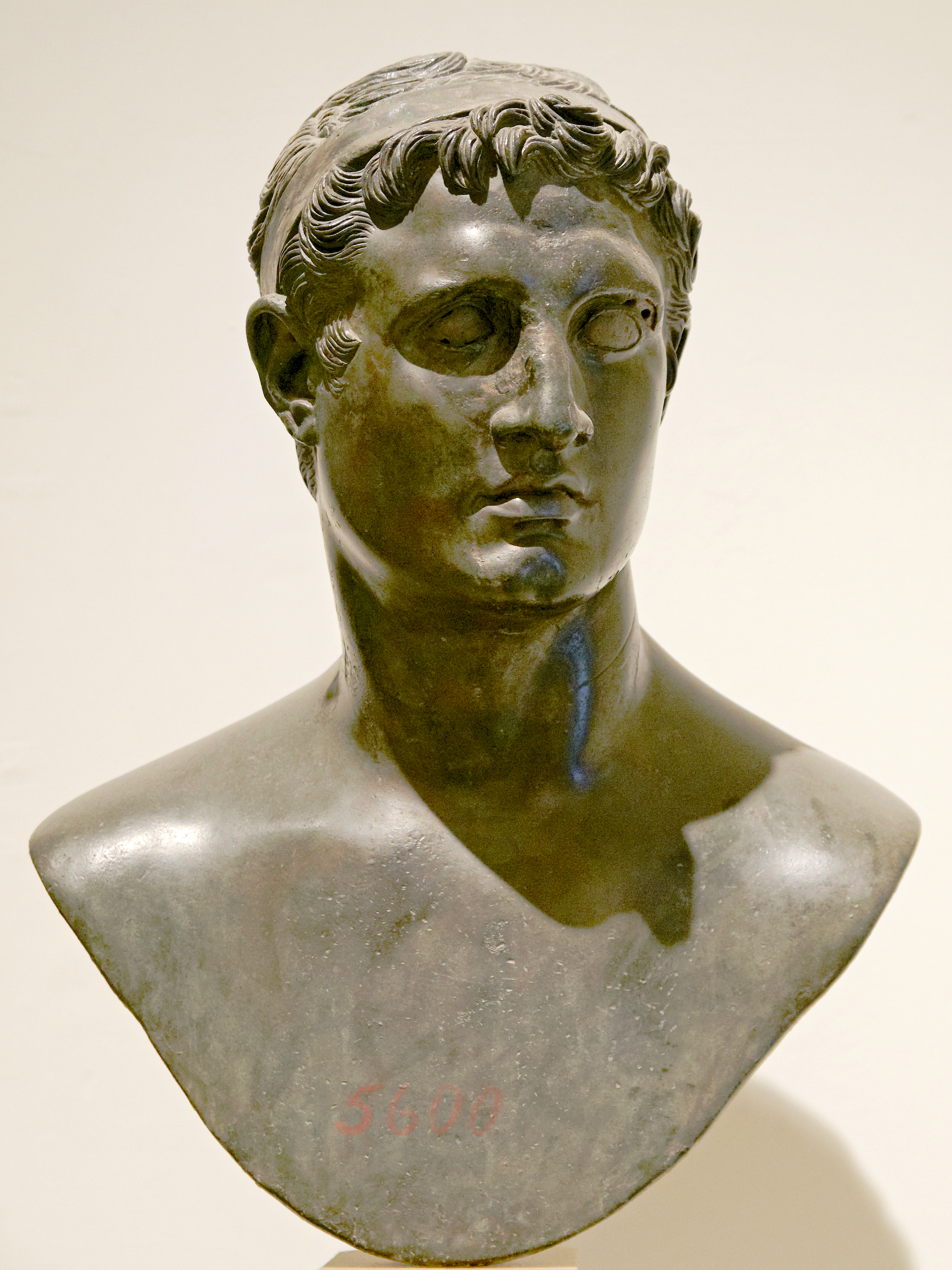
Птолемей II

За два десятки років до Хремонідової війни Єгипет через створення Несіотської ліги взяв під контроль Кіклади. Тепер же присланий на допомогу афінянам Патрокл окрім зазначених раніше тимчасових опорних пунктів поблизу Афін розмістив у південно-західній Егеїді кілька гарнізонів. Один з них знаходився на протилежній від Аттиці стороні Саронічної затоки у Метані та разом з «островом Патрокла» дозволяв контролювати рух в бік Коринфа. Інший гарнізон з’явився на найближчому до Аттики острові Кікладського архіпелагу Кеа в Корессосі. Крім того, захист морських шляхів, що ведуть до аттичного узбережжя, забезпечували гарнізони на Тері (південний схід Кікладського архіпелагу) та в Ітаносі (східне завершення Крита). Втім, на серйозніші операції проти македонського флота Патрокл не наважився (можливо, маючи такий наказ від Птолемея II).
Бойові дії також впливали й на інші райони Егеїди. Відомий напис з Мілета на узбережжі Іонії (можливо, потрапив під контроль єгипетського царя у результаті Карійської війни), який зазначає про складні часи (включаючи напади на морі) та містить подяку Птолемея ІІ містянам за виявлену вірність і підтримку. Складність ситуації характеризує той факт, що в період з 266/265 по 263/262 роки на посаду стефанофора – головного чиновника міста, обирали самого бога Аполлона, вважаючи, що інші не зможуть впоратись із завданням. 
Також не виключено, що саме під час Хремонідової війни єгиптяни могли придбати певні території або, щонайменше, зав’язати тісні союзницькі відносини в районі протоки Геллеспонт, де у наступному десятилітті їх ворог сирійський цар Антіох II провадив військову кампанію під час Другої Сирійської війни.

### Завершення війни
У результаті вдалих дій Македонії та її союзників майже всі їхні супротивники, крім Афін, вийшли з боротьби. Однак для Антигона ситуація ускладнилася тим, що епірський цар Александр II скористався його тривалою відсутністю і вторгся до Македонії. Антигон був змушений зняти облогу Афін і терміново повернутися додому. У битві з епіротами він зазнав поразки і втратив військо, яке перейшло на бік Александра. Проте його син Деметрій, попри свій вік у 13 років, переміг епіротів у битві при Дердії, вигнав їх з країни і відібрав у них Верхню Македонію і Фессалію.
Антигон разом з військом раптово повернувся під Афіни і відновив облогу. Афіни, витерпівши всі жахи облоги і голоду, здались у 262/261 році до н.е. — можливо, осінню 262-го (у написі з Делоса 261 рік позначений як мирний).

### Битва при Косі
До наших часів дійшли уривчасті дані відносно морської битви при Косі (острів біля узбережжя Малої Азії південніше Мілета), в якій флот Антигона Гоната здобув впевнену перемогу над єгипетським. Датування цієї події є вкрай непевним — вона могла статись як під час Хремонідової, так і в ході наступної Другої Сирійської війни. Прихильники віднесення баталії до Хремонідової війни також розглядають два різні варіанти: середина 260-х рр. до н.е. або короткий завершальний етап після капітуляції Афін. В останньому випадку спираються на створений Діогеном Лаертським життєпис філософа Аркесілая, згідно з яким після «морської перемоги» багато афінян почали приходити до Антигона та поздоровляти його, що навряд чи могло бути в умовах триваючої облоги.

## Підсумки війни
З перемогою у війні Македонія міцно утвердила своє панування на Балканах і в Егейському морі. Македонські гарнізони утвердилися в Афінах (на пагорбі Мусейон), Мегарі, Епідаврі, Тройзені (два останні міста знаходились на Арголідському півострові, а їх хори межували із землями Метани). Противники Македонії були ослаблені, а Афіни остаточно знесилені і втратили будь-яке політичне і військове значення.
Тоді ж Птолемеї втратили контроль над Кікладами (біля 260 р. до н.е. зникають звістки про підпорядковану їм Несіотську лігу), втім, започатковані під час війни єгипетські гарнізони в Метані, на Кеа, Тері та в Ітаносі продовжували існувати і далі.

## Проблеми хронології
Недостатність даних не дозволяє чітко відтворити як події Хремонідової війни, так і їх хронологію. Як наслідок, окрім датування цього конфлікта як 267-262 рр. до н.е., існують також варіанти віднести події до 265-261 рр. до н.е. або до 268-263/262 рр. до н.е.